# Le Grand Pavois (film)
Pour les articles homonymes, voir Grand pavois.
Pour plus de détails, voir Fiche technique et Distribution.
Le Grand Pavois est un film français réalisé par Jack Pinoteau, sorti en 1954.

## Synopsis
Le lieutenant de vaisseau Favrel (Jean Chevrier), aimé de ses hommes, quitte la Marine française pour sauver son couple, sa femme Simone (Marie Mansart) souhaitant qu'il travaille dans le civil. Mais l'appel de la mer est plus fort. De même, le jeune enseigne Pierre Hardouin (Marc Cassot) a bord du croiseur-école Jeanne d'Arc hésite entre sa fiancée Madeleine (Nicole Courcel) et son métier de marin.

## Fiche technique
- Titre français : Le Grand Pavois
- Réalisation : Jack Pinoteau, assisté de Claude Pinoteau
- Scénario : Jean Raynaud et Roger Vercel
- Photographie : Roger Arrignon
- Montage : André Gaudier
- Musique : Henri Verdun
- Décors : René Moulaert
- Costumes : Pierre Balmain
- Son : Robert Teisseire
- Producteur : André Paulvé
- Société de production : Discina
- Société de distribution : Discifilm
- Tournage ; du 28 août 1953 au 4 novembre 1953 à Brest, à l'École navale de Lanvéoc, à bord de la Jeanne d'Arc et aux studios Photosonor de Courbevoie
- Pays de production :  France
- Langue de tournage : Français
- Format : Noir et blanc — 35 mm — 1,37:1 — Son : Mono
- Genre : Film dramatique
- Durée : 93 minutes (1 h 33)
- Dates de sortie : 
  - France : 29 septembre 1954
- Visa d'exploitation no 14040 du 2 juillet 1954

## Distribution
- Jean Chevrier : lieutenant de vaisseau Jean Favrel
- Marc Cassot : Pierre Hardouin
- Marie Mansart : Simone Favrel
- Nicole Courcel : Madeleine
- Raphaël Patorni : Chéruel
- François Patrice : Derval
- Roger Crouzet : Ferrand
- Jean-Pierre Mocky : Luc, un midship
- Jean Murat : Cdt. Jabert
- Raymond Hermantier : Leduc
- Micheline Gary : Françoise Aubry
- Jean Lanier : Paul Aubry
- Bernard Dhéran : Lucien Barré
- Jean-Marie Bon
- Nicole Besnard : Corinne
- Yves Brainville : Un enseigne de vaisseau
- André Carnège : Le ministre
- Manuel Gary
- Jean Gaven : Lachenal
- Jacques Richard
- Maurice Sarfati : Un midship
- Michel Vadet
- Roger Bontemps

## Tournage
Le tournage du film s'est déroulé du 28 août 1953 au 4 novembre 1953 à Brest, à l'École navale de Lanvéoc, à bord de la Jeanne d'Arc et aux studios Photosonor de Courbevoie